# Matthew Dubourg
Matthew Dubourg (1707 – 1767) è stato un violinista e compositore irlandese.
Allievo di Geminiani dette il suo primo concerto ancora bambino alla Thomas Britton's house.
Tra il 1728 e il 1752 fu maestro di cappella a Dublino. Nel 1752 divenne maestro di cappella di Londra, posto occupato fino alla morte. Si racconta che in un concerto, alla presenza di Händel,
avesse improvvisato una cadenza con modulazioni e variazioni di tema assai complesse cosicché il maestro tedesco affermò, una volta che il violinista tornò alla tonalità d'impianto: "Bentornato a casa, signor Dubourg."
Il 13 aprile 1742 a Dublino dirige la prima assoluta del Messiah di Händel. Poco conosciuto in Italia, Dubourg è ancora celebre ed eseguito in Gran Bretagna. Tra i suoi lavori si ricordano variazioni su temi popolari e sulle sonate op.5 di Corelli.